# Ulrich Dolata

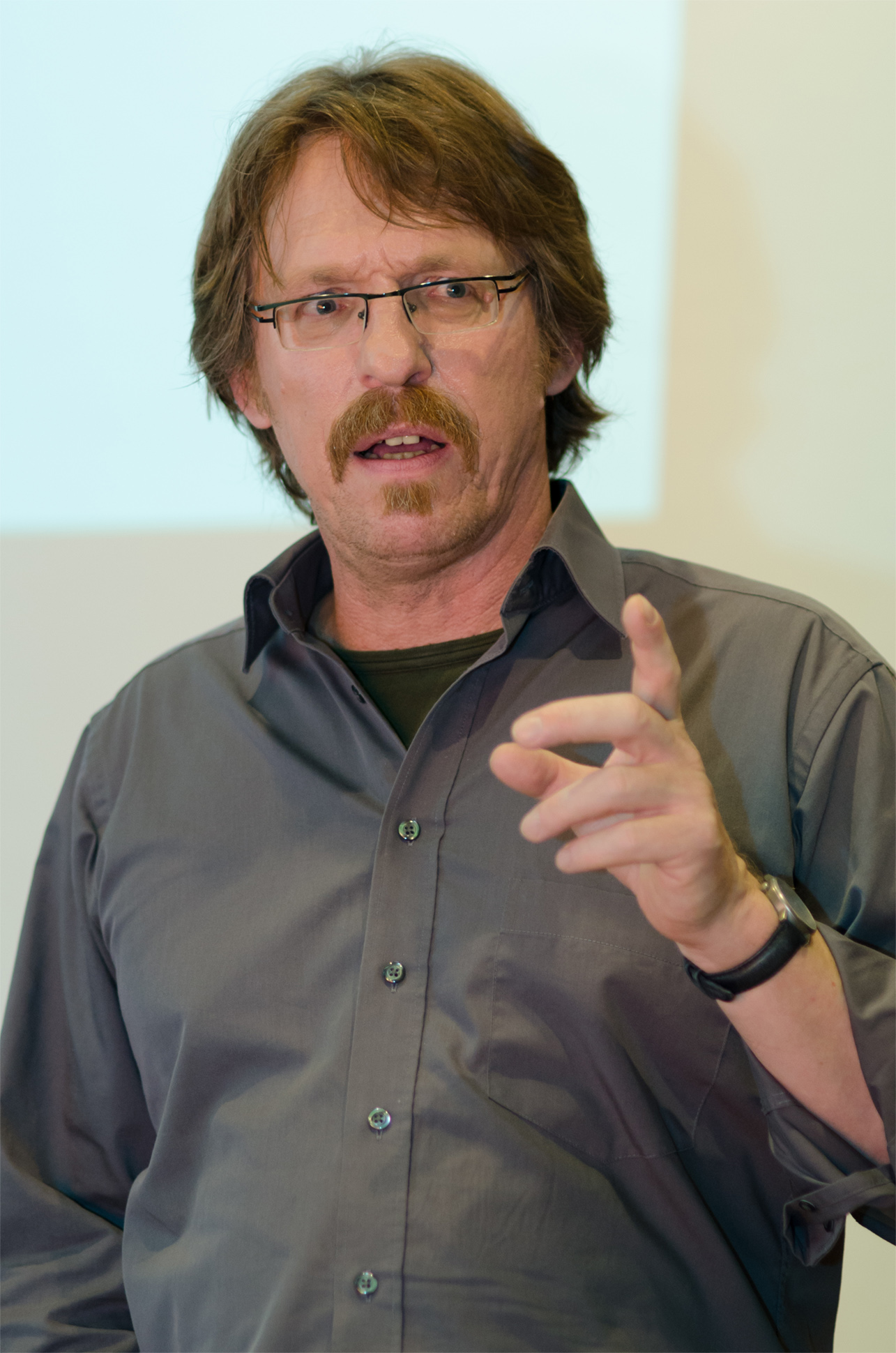
Ulrich Dolata bei einem Vortrag an der TU Dortmund (2012)

Ulrich Dolata (* 1959 in Dortmund) ist ein deutscher Soziologe.
Er absolvierte ein Studium der Wirtschaftswissenschaften in Bremen (1980–1985; Abschluss: Diplom-Ökonom) und wurde ebenfalls an der Universität Bremen 1992 zum Doktor der Wirtschafts- und Sozialwissenschaften (Dr. rer. pol.) promoviert und mit einer techniksoziologischen Grundlagenarbeit 2003 habilitiert. Seit Ende der 1980er Jahre war er zunächst am Hamburger Institut für Sozialforschung, später am Forschungszentrum Arbeit, Umwelt und Technik (artec) der Universität Bremen und schließlich am Max-Planck-Institut für Gesellschaftsforschung (MPIfG) in Köln tätig. Im akademischen Jahr 2000/01 arbeitete er in Graz als Gastprofessor und als Senior Fellow am Institute for Advanced Studies on Science, Technology, and Society (sts). Ulrich Dolata war von 2007 bis 2018 im Vorstand der Sektion Wissenschafts- und Technikforschung der Deutschen Gesellschaft für Soziologie (DGS) und von Herbst 2014 bis Herbst 2018 deren Sprecher. Darüber hinaus ist er seit 2011 Mitglied des Beirats des 'Sociology of Science and Technology Network (SST-Net)' der European Sociological Association (ESA).
Seit 2009 lehrt Ulrich Dolata als Professor für Organisations- und Innovationssoziologie am Institut für Sozialwissenschaften der Universität Stuttgart. Seine Arbeits- und Forschungsschwerpunkte liegen in der Technik-, Organisations- und Wirtschaftssoziologie, der Innovationsforschung und Technologiepolitik sowie der Soziologie der Gentechnik und des Internets. Er gilt als Vertreter des techniksoziologischen Institutionalismus.

## Schriften (Auswahl)
- Industrieplattformen als Markt-, Produktions- und Innovationsflächen. Feldvermessungen und theoretisch-konzeptionelle Überlegungen. Berliner Journal für Soziologie 34(2), 171–196 (2024). ()
- Platform companies on the internet as a new organizational form. A sociological perspective (zusammen mit Jan-Felix Schrape). Innovation: The European Journal of Social Science Research, 1–20 (2023). (doi:10.1080/13511610.2023.2182217).
- Politische Ökonomie und Regulierung digitaler Plattformen (zusammen mit Jan-Felix Schrape). Theorien des digitalen Kapitalismus (Hrsg. Tanja Carstensen / Simon Schaupp / Sebastian Sevignani). Berlin: Suhrkamp, 344-363 (2023).
- Internet, Big Data und digitale Plattformen: Politische Ökonomie - Kommunikation - Regulierung (Hrsg. zusammen mit Jan-Felix Schrape). Kölner Zeitschrift für Soziologie und Sozialpsychologie: Sonderheft 62-2022. Wiesbaden: Springer VS (2022). ()
- Plattform-Architekturen. Strukturation und Koordination von Plattformunternehmen im Internet (zusammen mit Jan-Felix Schrape). Kölner Zeitschrift für Soziologie und Sozialpsychologie 74 (supplement issue 1), 11-34 (2022). ()
- Platform Regulation. Coordination of Markets and Curation of Sociality on the Internet. The Routledge Handbook of Smart Technologies (eds Heinz D. Kurz / Rita Strohmaier / Stella Zilian). London: Routledge, 455–475 (2022). ()
- Platform Architectures. The Structuration of Platform Companies on the Internet (together with Jan-Felix Schrape). SOI discussion paper 2022-01 (2022). ()
- Varieties of Internet Platforms and their Transformative Capacity. The Future of Work (eds Christian Suter / Jacinto Cuvi / Philip Balsiger / Mihaela Nedelcu). Zurich: Seismo, 100–116 (2021). ()
- Die digitale Transformation der Musikindustrie. Von der CD zum Streaming. Musiktheorie – Zeitschrift für Musikwissenschaft 36(1), 59–73 (2021)
- Sektoraler Wandel durch Technik. Handbuch Innovationsforschung (Hrsg. Birgit Blättel-Mink / Ingo Schulz-Schaeffer / Arnold Windeler). Wiesbaden: Springer VS, 201–218 (2021). ()
- The Digital Transformation of the Music Industry. The Second Decade: From Download to Streaming. SOI discussion paper 2020-04 (2020). ()
- Plattform-Regulierung. Koordination von Märkten und Kuratierung von Sozialität im Internet. Berliner Journal für Soziologie 29(3), 179–206 (2020). ()
- Privatization, curation, commodification. Commercial platforms on the Internet. Österreichische Zeitschrift für Soziologie 44, Suppl. 1, 181–197 (2019). ()
- Collectivity and Power on the Internet. A Sociological Perspective (together with Jan-Felix Schrape). Dordrecht: Springer (2018).
- Kollektivität und Macht im Internet. Soziale Bewegungen - Open Source Communities - Internetkonzerne (Hrsg. zusammen mit Jan-Felix Schrape). Wiesbaden: Springer VS (2018).
- Technisch erweiterte Sozialität. Soziale Bewegungen und das Internet. Zeitschrift für Soziologie 46, 4, 266–282 (2017). (doi:10.1515/zfsoz-2017-1015)
- Social Movements and the Internet. The Sociotechnical Constitution of Collective Action. SOI discussion paper 2017-02 (2017). ()
- Apple, Amazon, Google, Facebook, Microsoft. Market Concentration - Competition - Innovation Strategies. SOI discussion paper 2017-01 (2017). ()
- Masses, Crowds, Communities, Movements. Collective Action in the Internet Age (zusammen mit Jan-Felix Schrape). Social Movement Studies 15, 1, 1–18 (2016). doi:10.1080/14742837.2015.1055722.
- Forschung und Entwicklung in der Wirtschaft. Handbuch Wissenschaftspolitik (2. Aufl.) (Hrsg. Dagmar Simon / Andreas Knie / Stefan Hornbostel). Heidelberg: Springer, 609–626 (2016).
- Volatile Monopole. Konzentration, Konkurrenz und Innovationsstrategien der Internetkonzerne. Berliner Journal für Soziologie 24, 4, 505–529 (2015). doi:10.1007/s11609-014-0261-8
- App-Economy: Demokratisierung des Software-Marktes? (zusammen mit Jan-Felix Schrape). Technikfolgenabschätzung - Theorie und Praxis 23, 1, 76–80 (2014). ()
- Kollektives Handeln im Internet. Eine akteurtheoretische Fundierung (zusammen mit Jan-Felix Schrape). Berliner Journal für Soziologie 24, 1, 5–30 (2014).
- The Transformative Capacity of New Technologies. A Theory of Sociotechnical Change. London / New York: Routledge (2013). ()
- Internet, Mobile Devices und die Transformation der Medien. Radikaler Wandel als schrittweise Rekonfiguration (Hrsg. zusammen mit Jan-Felix Schrape). Berlin: edition sigma (2013).
- Wandel durch Technik. Eine Theorie soziotechnischer Transformation. Frankfurt / New York: Campus (2011). ()
- Soziotechnischer Wandel als graduelle Transformation. Berliner Journal für Soziologie 21, 2, 265–294 (2011).
- Technological Innovations and Sectoral Change. Transformative Capacity, Adaptability, Patterns of Change: An Analytical Framework. Research Policy 38, 6, 1066–1076 (2009).
- Das Internet und die Transformation der Musikindustrie. Rekonstruktion und Erklärung eines unkontrollierten sektoralen Wandels. Berliner Journal für Soziologie 18, 3, 344–369 (2008). (Volltext online; PDF; 588 kB)
- Technologische Innovationen und sektoraler Wandel. Eingriffstiefe, Adaptionsfähigkeit, Transformationsmuster. Ein analytischer Ansatz. Zeitschrift für Soziologie 37, 1, 42–59 (2008). (Volltext online)
- Gesellschaft und die Macht der Technik. Sozioökonomischer und institutioneller Wandel durch Technisierung (Hrsg. zusammen mit Raymund Werle). Frankfurt / New York: Campus (2007).
- Technologie- und Innovationspolitik im globalen Wettbewerb. Veränderte Rahmenbedingungen, institutionelle Transformation und politische Gestaltungsmöglichkeiten. Zeitschrift für Politikwissenschaft 16, 2, 427–455 (2006).
- Eine Internetökonomie?. WSI-Mitteilungen 58, 1, 11–17 (2005).
- Unternehmen Technik. Akteure, Interaktionsmuster und strukturelle Kontexte der Technikentwicklung: Ein Theorierahmen. Berlin: edition sigma (2003).
- International Innovative Activities, National Technology Competition and European Integration Efforts. Changing Governance of Research and Technology Policy. The European Research Area (eds Jakob Edler / Stefan Kuhlmann / Maria Behrens). Cheltenham: Edward Elgar, 271–289 (2003).
- Risse im Netz. Macht, Konkurrenz und Kooperation in der Technikentwicklung und -regulierung. Politische Vierteljahresschrift: PVS-Sonderband 31, 37–45 (2001).
- Politische Ökonomie der Gentechnik. Konzernstrategien, Forschungsprogramme, Technologiewettläufe. Berlin: edition sigma (1996).
- Nachholende Modernisierung und internationales Innovationsmanagement. Strategien der deutschen Chemie- und Pharmakonzerne in der neuen Biotechnologie. Biotechnologie - Gentechnik. Eine Chance für neue Industrien (hrsg. v. Thomas von Schell / Hans Mohr). Heidelberg: Springer, 456–480 (1995).
- Weltmarktorientierte Modernisierung. Die ökonomische Regulierung des wissenschaftlich-technischen Umbruchs in der Bundesrepublik. Frankfurt / New York: Campus (1992).
- Ökonomische Regulierung und Regulierungskrisen im Kapitalismus. Theoretische Grundlagen. Köln: Pahl-Rugenstein (1986).